# Lilli Lembo
Lilli Lembo, talvolta indicata come Lilly Lembo (Canosa di Puglia, 20 ottobre 1937), è un'attrice italiana e un personaggio televisivo. Nel cinema ha avuto un periodo di breve notorietà negli anni sessanta.

## Carriera
È stata anche signorina buonasera della Rai (attiva dagli studi di Napoli assieme ad Anna Maria Xerry De Caro) e presentatrice televisiva  (Canzonissima 1960 per la Lotteria Italia, con il trio Alberto Lionello-Lauretta Masiero-Aroldo Tieri, Festival di Napoli 1960 e 1963 e Festival di Sanremo 1961 assieme a Giuliana Calandra e ancora con Lionello).
Per il piccolo schermo è stata interprete nel 1966 dell'episodio Rapina in francobolli della serie Le avventure di Laura Storm e l'anno successivo dell'episodio Tenente Sheridan: Recita a soggetto della serie televisiva poliziesca con Ubaldo Lay.
Per il cinema è stata interprete essenzialmente di film di genere (specialmente spaghetti-western e musicarelli). Uno dei primi (ed anche il più importante) film in cui è apparsa è stato, nel 1961, Il giudizio universale, di Vittorio De Sica, in cui interpreta il ruolo di un'annunciatrice televisiva.

## Filmografia
- La donna dei faraoni (1960)
- Il giudizio universale (1961)
- La ragazza di mille mesi, regia di Steno (1961)
- Appuntamento in Riviera (1962)
- Giorno caldo al Paradiso Show (1966)
- Una ragazza tutta d'oro (1967)
- Sentenza di morte, regia di Mario Lanfranchi (1968)
- Chiedi perdono a Dio... non a me, regia di Vincenzo Musolino (1968)
- Come, quando, perché (1969)